# 방론
방론(傍論, obiter dictum, 복수:dicta)는 부가적인 판사의 의견으로 판결이유가 아닌 부분을 말한다. 영미에서는 판결이유는 신례로서 후에 일어나 사건을 구속하고 법관이 선례와 다른 이유로 판결을 하는 것은 허용되지 않지만 방론에는 구속력이 없다. 한국의 경우 판결의 구속력이 없지만 판결이유 중에서 본론과 방론을 구별하는 것은 후의 사건에 대하여 판결을 내리거나 그 판결을 비판하는 경우에 있어서 유익한 경우도 있다.